# Heartful Voice
「Heartful Voice」（ハートフル ヴォイス）は、タッキー&翼の13枚目のシングル。2011年11月23日にavex traxから発売された。

## 概要
前作「Journey Journey〜ボクラノミライ〜」から約3ヶ月ぶりのシングル。
初回生産限定A、B、通常盤、タキツバShop限定盤の4形態で発売。

## 収録曲

### 初回生産限定A
1. Heartful Voice [4:45]
作詞・作曲・編曲：岩田秀聡
  - 東京放送ホールディングス『White Sacas』CMソング
  - H.I.S『韓国キャンペーン』CMソング
2. Our Song [4:26]
作詞・作曲・編曲：日比野裕史

DVD
1. Heartful Voice -MUSIC VIDEO-
2. Heartful Voice -MAKING-

### 初回生産限定B
1. Heartful Voice
2. Our Song

DVD
1. タッキー&翼 Councert Tour 2011 “OURFUTURE”BACK STAGE MOVIE
2. Hertful Voice サビ振付Ver.

### 通常盤
1. Heartful Voice
2. Our Song
3. Smile [4:11]
作詞：Safari Natsukawa、作曲・編曲：春川仁志

### タキツバShop限定盤
1. Heartful Voice
2. Our Song
3. 彩り
作詞：松井五郎、作曲：永谷喬夫
4. Heartful Voice（Instrumental）
5. Our Song（Instrumental）

特典
- タッキー&翼Concert Tour 2011“OURFUTURE”Off Shotブックレット（16ページ）